# Secamone sulfurea
Secamone sulfurea är en oleanderväxtart. Secamone sulfurea ingår i släktet Secamone och familjen oleanderväxter.

## Underarter
Arten delas in i följande underarter:
- S. s. stylosa
- S. s. sulfurea